# Tivodrassus pecki
Tivodrassus pecki är en spindelart som beskrevs av Norman I. Platnick och Mohammad U. Shadab 1976. Tivodrassus pecki ingår i släktet Tivodrassus och familjen Prodidomidae. Inga underarter finns listade i Catalogue of Life.